# Bon voyage (película)
Bon voyage es una película francesa dirigida por Jean-Paul Rappeneau, estrenada el 16 de abril de 2003 en el cine.

## Sinopsis
Frédéric Auger, un joven escritor, recibe una llamada de la estrella de cine francés Viviane Denvert, un antiguo amor, que le pide que vaya a su casa inmediatamente. Una vez allí, ¡descubre un cadáver del que ella desea deshacerse! Todavía enamorado, acepta ocuparse de ello, pero es arrestado y enviado a prisión, mientras que los alemanes se acercan a París...

## Temas
La historia está situada en 1940, cuando ministros, periodistas, grandes burgueses, mujeres galantes y espías coinciden en el hotel Splendide de Burdeos. Allí, un joven deberá elegir entre una actriz famosa y una estudiante apasionada, entre los políticos y los granujas, entre la despreocupación y la madurez.
El proyecto de Jean-Paul Rappeneau, director de Bon voyage, era describir los dos o tres días de follón en Burdeos en junio de 1940, en el momento de la Debacle, cuando el gobierno y toda una multitud confundida y enloquecida se agolpaban en esa ciudad. Rappeneau quiso tratar este corto periodo de confusión total a ritmo de comedia, y se podría decir que fue fiel a la realidad. «Esos pocos días del mes de junio de 1940 en Burdeos se desarrollaron en la vida real como una comedia, en el sentido más profundo del término. Un gobierno desbordado y una sociedad heteróclita se agitaban de manera patética e irrisoria y la hoguera de las vanidades lanzaba sus últimas llamaradas», afirma Patrick Modiano, coguionista del film.
Pero Bon voyage no es una película "histórica". En ella no se retrata a nadie: todo está inventado pero todo es plausible, todo podría haber sido cierto. Bon voyage es una comedia de amor, champán y libertad en tiempos de guerra.

## Ficha técnica
- Título: Bon voyage
- Dirección: Jean-Paul Rappeneau
- Guion: Jean-Paul Rappeneau y Patrick Modiano
- Producción: Laurent Pétin y Michèle Pétin
- Presupuesto: 24,15 millions d'euros
- Música: Gabriel Yared
- Fotografía: Thierry Arbogast
- Montaje: Maryline Monthieux
- Decorados: Jacques Rouxel
- Vestuario: Catherine Leterrier
- País de origen: Francia
- Formato: Colores - 1,85:1 - DTS - 35 mm
- Género: Comedia dramática
- Duración: 114 minutos
- Rodaje: de junio a octubre de 2002 en París, Burdeos, Vichy y en las Landas.
- Fecha de estreno: 16 de abril de 2003 (Francia), 18 de febrero de 2004 (reestreno en salas)

## Reparto
- Isabelle Adjani: Viviane Denbers
- Gérard Depardieu: Jean-Étienne Beaufort
- Virginie Ledoyen: Camille
- Yvan Attal: Raoul
- Grégori Derangère: Frédéric Auger
- Peter Coyote: Alex Winckler
- Jean-Marc Stehlé: Profesor Kopolski
- Aurore Clément: Jacqueline de Lusse
- Xavier De Guillebon: Brémand
- Edith Scob: Mme Arbesault
- Michel Vuillermoz: M. Girard
- Nicolas Pignon: André Arpel
- Nicolas Vaude: Thierry Arpel
- Pierre Diot: Maurice/El vigilante del estudio
- Pierre Laroche: El erudito
- Catherine Chevalier: La hija del erudito
- Morgane Moré: La nieta del erudito
- Olivier Claverie: M. Vouriot

## Curiosidades
- Durante la comida en el hotel, Beaufort pregunta a Frederic si conocía al padre de Viviane, el « héroe ». Gérard Depardieu, que interpreta a Beaufort, actuaba tanto en la original como en la versión de la película Mon père, ce héros (1991).

- Anécdota del agua pesada referente a la infiltración de la quinta columna para impedir la estrategia francesa, tentativa de recuperación nazi con el fin de proyectar la bomba.

- El guion técnico de la película consta de más de 1 400 planos.

## Premios
- Premio al mejor director en el Festival de cine romántico de Cabourg 2003.

- Nominaciones a los César por mejor vestuario (Catherine Leterrier), mejor director, mejor montaje, mejor película, mejor banda sonora original, mejor sonido (Pierre Gamet, Jean Goudier y Dominique Hennequin), mejor papel secundario masculino (Yvan Attal) y mejor guion, en los César del cine 2004.

- César a la mejor fotografía, mejores decorados (Jacques Rouxel) y mejor actor revelación (Grégori Derangère), en los César del cine 2004.

- Fue elegida por Francia para participar en los Óscar.